# Coppa di Francia 2022-2023 (pallavolo femminile)
La Coppa di Francia 2022-2023 si è svolta dal 24 gennaio al 1º aprile 2023: al torneo hanno partecipato sedici squadre di club francesi e la vittoria finale è andata per la prima volta al Béziers.

## Formula
La formula ha previsto ottavi di finale, quarti di finale, semifinali e finale, giocate con gara unica.

## Squadre partecipanti
| - Béziers - Calais - Chamalières - Évreux - Istres - Levallois - Marcq-en-Barœul - Mulhouse | - Neptunes de Nantes - RC Cannes - Saint-Cloud Paris SF - Saint-Raphaël - Terville Florange - Vandœuvre Nancy - Venelles - Volero Le Cannet |

## Torneo

### Tabellone
|  | Ottavi di finale     | Ottavi di finale |  |  | Quarti di finale     | Quarti di finale |                    |   | Semifinali | Semifinali |           |   | Finale | Finale |  |
|  |                      |                  |  |  |                      |                  |                    |   |            |            |           |   |        |        |  |
|  | Volero Le Cannet     | 2                |  |  |                      |                  |                    |   |            |            |           |   |        |        |  |
|  | Béziers              | 3                |  |  | Béziers              | 3                |                    |   |            |            |           |   |        |        |  |
|  | Levallois            | 2                |  |  | Vandœuvre Nancy      | 2                |                    |   |            |            |           |   |        |        |  |
|  | Vandœuvre Nancy      | 3                |  |  |                      |                  |                    |   | Béziers    | 3          |           |   |        |        |  |
|  | Calais               | 1                |  |  |                      |                  | Neptunes de Nantes | 2 |            |            |           |   |        |        |  |
|  | Terville Florange    | 3                |  |  | Terville Florange    | 1                |                    |   |            |            |           |   |        |        |  |
|  | Istres               | 0                |  |  | Neptunes de Nantes   | 3                |                    |   |            |            |           |   |        |        |  |
|  | Neptunes de Nantes   | 3                |  |  |                      |                  |                    |   | Béziers    | 3          |           |   |        |        |  |
|  | Marcq-en-Barœul      | 0                |  |  |                      |                  |                    |   |            |            | RC Cannes | 2 |        |        |  |
|  | RC Cannes            | 3                |  |  | RC Cannes            | 3                |                    |   |            |            |           |   |        |        |  |
|  | Chamalières          | 0                |  |  | Saint-Cloud Paris SF | 0                |                    |   |            |            |           |   |        |        |  |
|  | Saint-Cloud Paris SF | 3                |  |  |                      |                  |                    |   | RC Cannes  | 3          |           |   |        |        |  |
|  | Venelles             | 3                |  |  |                      |                  | Venelles           | 2 |            |            |           |   |        |        |  |
|  | Saint-Raphaël        | 1                |  |  | Venelles             | 3                |                    |   |            |            |           |   |        |        |  |
|  | Évreux               | 1                |  |  | Mulhouse             | 2                |                    |   |            |            |           |   |        |        |  |
|  | Mulhouse             | 3                |  |  |                      |                  |                    |   |            |            |           |   |        |        |  |

### Risultati

#### Ottavi di finale
| 24 gennaio 2023 Salle Saint Exupéry, Marcq-en-Barœul Durata: 1h:23 - Spettatori: 281       | Marcq-en-Barœul  | 0 - 3 | RC Cannes            | 30-32, 17-25, 20-25               |
| 24 gennaio 2023 Halle Nelson Mandela, Venelles Durata: 1h:48 - Spettatori: 237             | Venelles         | 3 - 1 | Saint-Raphaël        | 25-27, 25-14, 25-23, 25-21        |
| 24 gennaio 2023 Palais des sports Cerdan, Levallois-Perret Durata: 1h:55 - Spettatori: 160 | Levallois        | 2 - 3 | Vandœuvre Nancy      | 25-20, 23-25, 21-25, 25-21, 11-15 |
| 24 gennaio 2023 Complexe Sportif Chatrousse, Chamalières Durata: 1h:14 - Spettatori: 400   | Chamalières      | 0 - 3 | Saint-Cloud Paris SF | 23-25, 22-25, 15-25               |
| 24 gennaio 2023 Gymnase Maillan, Le Cannet Durata: 2h:02 - Spettatori: ?                   | Volero Le Cannet | 2 - 3 | Béziers              | 25-27, 19-25, 25-19, 31-29, 12-15 |
| 24 gennaio 2023 Salle de sport Porte de Lille, Calais Durata: ? - Spettatori: ?            | Calais           | 1 - 3 | Terville Florange    | 22-25, 25-14, 22-25, 23-25        |
| 24 gennaio 2023 Gymnase Paul Cavalloni, Istres Durata: ? - Spettatori: ?                   | Istres           | 0 - 3 | Neptunes de Nantes   | 22-25, 22-25, 16-25               |
| 24 gennaio 2023 Salle Canada, Évreux Durata: ? - Spettatori: ?                             | Évreux           | 1 - 3 | Mulhouse             | 25-23, 14-25, 16-25, 14-25        |

#### Quarti di finale
| 14 febbraio 2023 Halle Nelson Mandela, Venelles Durata: 2h:27 - Spettatori: 305 | Venelles          | 3 - 2 | Mulhouse             | 22-25, 21-25, 25-23, 25-23, 17-15 |
| 14 febbraio 2023 Halle Four à Chaux, Béziers Durata: 1h:57 - Spettatori: 648    | Béziers           | 3 - 2 | Vandœuvre Nancy      | 25-21, 17-25, 18-25, 25-20, 15-7  |
| 14 febbraio 2023 Centre Sportif LE111, Terville Durata: 2h:04 - Spettatori: 250 | Terville Florange | 1 - 3 | Neptunes de Nantes   | 30-32, 26-24, 13-25, 18-25        |
| 14 febbraio 2023 Palais des Victoires, Cannes Durata: 1h:27 - Spettatori: 324   | RC Cannes         | 3 - 0 | Saint-Cloud Paris SF | 25-19, 26-24, 25-20               |

#### Semifinali
| 8 marzo 2023 Palais des Victoires, Cannes Durata: 2h:16 - Spettatori: 1 615 | Béziers   | 3 - 2 | Neptunes de Nantes | 25-15, 19-25, 21-25, 25-23, 15-8  |
| 7 marzo 2023 Halle Four à Chaux, Béziers Durata: 2h:10 - Spettatori: 910    | RC Cannes | 3 - 2 | Venelles           | 25-21, 25-23, 17-25, 20-25, 15-13 |

#### Finale
| 1º aprile 2023 Halle Georges-Carpentier, Parigi Durata: 2h:16 - Spettatori: 2 400 | Béziers | 3 - 2 | RC Cannes | 25-22, 21-25, 25-17, 15-25, 15-10 |